# Lomelosia isetensis
Lomelosia isetensis är en tvåhjärtbladig växtart som först beskrevs av Carl von Linné, och fick sitt nu gällande namn av J. Soják. Lomelosia isetensis ingår i släktet Lomelosia och familjen Dipsacaceae. Inga underarter finns listade i Catalogue of Life.